# Hurrikan Holly (1969)
Hurrikan Holly war der achte tropische Sturm und sechste Hurrikan der atlantischen Hurrikansaison 1969. Holly bildete sich am 14. September im mittleren Atlantik und löste sich am 21. September in der östlichen Karibik auf. Der Durchzug des Systems als tropisches Tiefdruckgebiet führte auf den Windward Islands zu keinen berichteten Schäden oder Todesfällen.

## Sturmverlauf

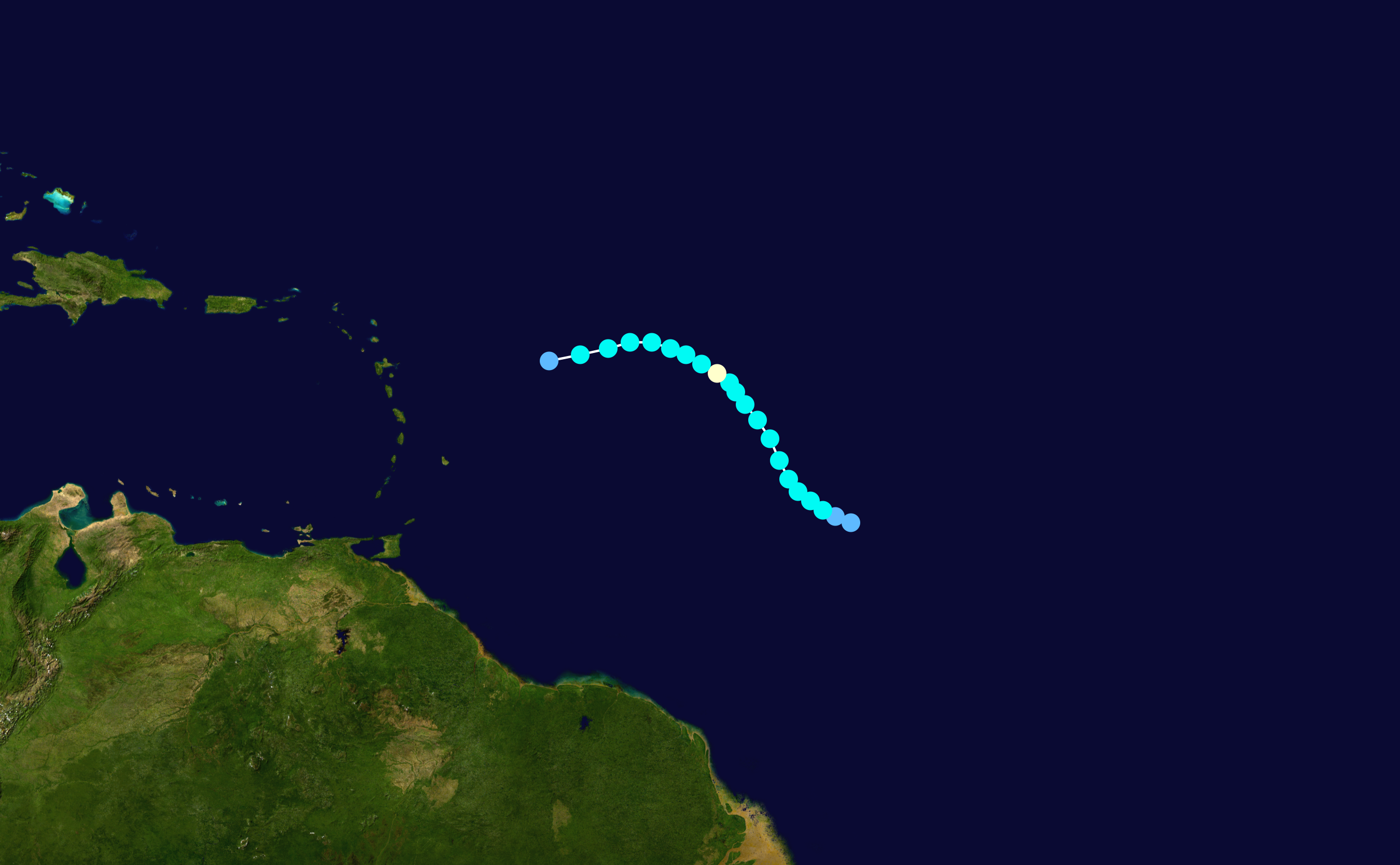
Zugbahn von Hurrikan Holly

Die tropische Störung, die sich schließlich zu Hurrikan Holly entwickelte, wurde am 8. September vor der Küste Westafrikas identifiziert. Zunächst zog das System westwärts, bis es sich auf einen westnordwestlichen Kurs einpendelte. Es wurde am 14. September etwa 2315 Kilometer südöstlich von Puerto Rico als tropisches Tiefdruckgebiet klassifiziert, nachdem ein Aufklärungsflugzeug der United States Navy eine geschlossene Zirkulation sowie einen Luftdruck von 1000 mbar (hPa) vorgefunden hatte. Zu dem Zeitpunkt erfolgt eine rapide Intensivierung des Systems und für die nächste Warnung wurde bereits die Namensvergabe erwartet. Diese Annahme erwies sich als korrekt und am 14. September um 22:00 Uhr UTC hatte sich das System zum Tropischen Sturm Holly mit Windgeschwindigkeiten von 40 Knoten (etwa 75 km/h) verstärkt. Wenig später endete die Phase der Intensivierung kurzfristig und die Zuggeschwindigkeit Hollys verringerte sich. Für den nächsten Tag wurde keine Landgefährdung durch Holly vorausgesagt, allerdings hielt man eine weitere Intensivierung für möglich. Im Tagesverlauf wurde ein Erkundungsflug in das Zentrum des Sturms durchgeführt. Dieser ergab eine Intensivierung des Sturms zum Hurrikan mit Windgeschwindigkeiten von 120 km/h.
Da der Hurrikan langsam nach Nordwesten wanderte, ging die Gefahr für die Leeward Islands langsam zurück. Die Prognosen gingen am nächsten Tag davon aus, dass der Hurrikan seine Intensität im Tagesverlauf des 16. Septembers beibehalten würde. Tatsächlich verlor Holly den Drang nach vorne und wurde für einige Stunden nahezu stationär. Während der Nacht nahm die Vorwärtsgeschwindigkeit wieder zu, aber der Hurrikan war noch über 1600 Kilometer von Puerto Rico entfernt.
Im Tagesverlauf des 17. Septembers behielt Hurrikan Holly eine stabile Intensität bei, in der Nacht wurde der Hurrikan aufgrund von Flugzeugmessungen jedoch zum tropischen Sturm zurückgestuft. Der Sturm hatte vergeblich gegen die kühleren Temperaturen direkt östlich der Antillen und die fehlenden Ausströmung in der Höhe während der vorangegangenen 36 Stunden angekämpft. Der nunmehr tropische Sturm setzte seine langsame Abschwächung am Morgen des 18. Septembers fort, da die Umgebung nicht förderlich für die weitere Entwicklung des Systems war.
Am Mittag des 18. Septembers wurde das System zum tropischen Tiefdrucksystem abgestuft und im Laufe des Abends bildete es sich zu einem normalen Tiefdruckgebiet zurück, das sich am 20. September völlig auflöste.

## Vorbereitungen und Benennung
Weil während der Existenz Hollys zu keiner Zeit angenommen wurde, dass das Land gefährdet sei, wurden für die Antillen keine Sturmwarnungen ausgegeben. Als Holly schließlich die Inseln über dem Winde überquerte, handelte es sich bereits um ein sich auflösendes tropisches Tiefdruckgebiet. Aufgrund der Schwäche des Systems zu diesem Zeitpunkt und aufgrund der Tatsache, dass sich das System etliche Tage zuvor bereits gebildet hatte, so dass eventuelle Gefahren nicht überraschend kamen, wurden keine sturmbedingten Sach- oder Personenschäden gemeldet. Die Verwendung des Namens „Holly“ im Atlantischen Ozean erfolgte 1969 zum ersten Mal. Der Name war zwar erstmals während der atlantischen Hurrikansaison 1965 erstmals auf der Namensliste, wurde aber damals nicht vergeben. Holly war der Ersatz für den Namen Hattie, der gestrichen wurde, nachdem der so benannte Hurrikan 1961 das damalige Britisch-Honduras verwüstet hatte. Der Name Holly wurde im Atlantik noch einmal während der Hurrikansaison 1976 verwendet. In der Hurrikansaison 1992 wurde Hali, die hawaiische Form des Namens, dann aus nicht bekannten Gründen durch den Namen Hermine ersetzt. Derzeit ist der Name Holly weltweit nicht auf der Liste der Namen tropischer Wirbelstürme.